# Parque da Fonte
O Parque da Fonte é um parque em fase de projeto aguardando implantação no bairro do Butantã. O projeto de parque também é chamado de Parque da Fonte do Peabiru. O parque é conectado à Rua Santanésia, à Rua Padre Camilo e  à Travessa da Fonte.  A  área do parque é considerada uma Zona Especial de Proteção Ambiental.
A área do parque tem ao menos três nascentes diferentes e sua abertura e revitalização é pauta das comunidade local de moradores, incluindo a organização de festivais para apoiar a causa. 

## Histórico
Em 1954,  um levantamento feito pela VASP mostrou que enquanto a área do Morro do Querosene na região da Vila Pirajussara começava a se povoar, a área permanecia em vegetação, adjacente à Estrada de Itu. 
O movimento pela criação do parque ocorre ao menos desde 2001 por parte dos moradores do Morro do Querosene. Após reinvindicaçõe e diversas consultas públicas, uma parte área clamada denominada de "Chácara da Fonte"   foi tombada pelo Conpresp em 2012, com tamanho de 35.400 metros quadrados.
Em 2019, o parque foi objeto de mais uma tese de conclusão de curso, dessa vez na Faculdade de Arquitetura e Urbanismo da Universidade de São Paulo, que propôs um projeto com diversos mirantes e praças, com árvores da mata atlântica. 
Até 2020, a integração de posse estava em disputa na justiça. O valor indenizatório aos titulares da área foi fixado em R$ 5 milhões, mas a prefeitura pagou somente 2 milhões de reais, pois haveriam multas milionárias dos antigos titulares.